# René Bernard-Cothier
René, Edmond, Bernard dit Bernard-Cothier, né en 1894 à Glay dans le Doubs et décédé en 1961 à Seloncourt dans le Doubs, est député de la côte française des Somalis (CFS). 

## Biographie
Il participe à la Première Guerre mondiale, dont il sort mutilé. Il devient ensuite avocat et s'installe en Côte française des Somalis. Il y dirige également l'Office des anciens combattants.
Après la Seconde Guerre mondiale, il est l'avocat des grandes compagnies du territoire, le chemin de fer, la Compagnie maritime de l'Afrique orientale (CMAO), etc.

### Carrière politique
René Bernard-Cothier participe à la résistance à la direction vichyste de la colonie durant la Seconde Guerre mondiale. Il est élu au premier Conseil représentatif du territoire, puis, le 4 novembre 1945, député du territoire de la côte française des Somalis à l'Assemblée constituante de 1945. Il est apparenté au groupe de la Résistance démocratique et socialiste. Il est réélu en 1946, avec 577 voix sur 975 votants. En novembre 1946, candidat soutenu par l'Union démocratique et socialiste de la Résistance (UDSR) il est battu par Jean Martine.
Il continue à siéger au Conseil représentatif de la colonie jusqu'en 1958.